# عربی شامی جنوبی
عربی شامی جنوبی (عربی: اللهجة الشامیة الجنوبیة) شاخه‌ای از عربی شامی است که در فلسطین و همچنین مناطق غربی اردن اردن (در استان‌های عجلون، بلقاء، کرک، مفرق، امان، اربد، جرش و مادبا) رایج است.

## گویش‌ها
گویش‌های عربی شامی جنوبی عبارتند از:
- اردنی: روستایی، شهری
- فلسطینی: روستایی، شهری
- اسرائیلی: روستایی، شهری